# بونتشوني بيانكاستشيا
بونتشوني بيانكاستشيا (بالإنجليزية: Poncione Piancascia)‏ هو أحد جبال سلسلة جبال الألب ليبونتيني ويقع في كانتون تيسينو في سويسرا. يحتل المرتبة رقم 342 في قائمة جبال سويسرا من حيث الارتفاع، إذ يبلغ ارتفاعه حوالي 2360 متر، بينما يبلغ ارتفاع نتوء الجبل 325 متر.